# Karaibka wielobarwna

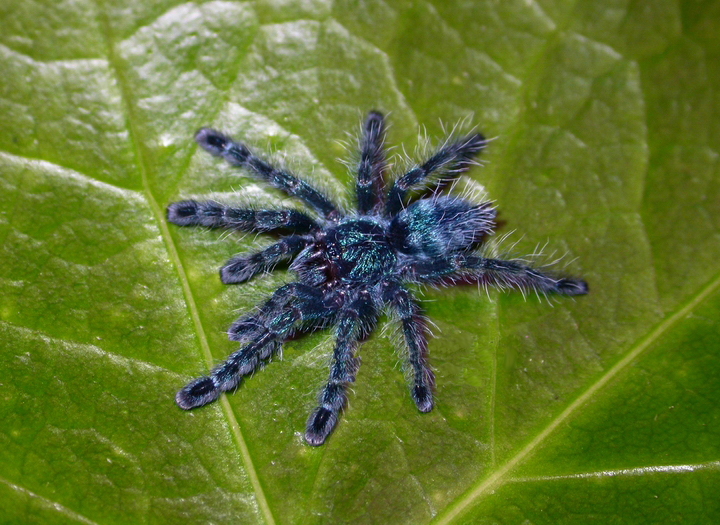
Osobnik młodociany

Karaibka wielobarwna, ptasznik wielobarwny, ptasznik wielokolorowy (Caribena versicolor) – gatunek pająka z rodziny ptasznikowatych. Na wolności występuje w lasach deszczowych Martyniki.

## Systematyka
Gatunek ten opisany został w 1837 roku przez C.A. Walckenaera jako Mygale versicolor. W 1892 E. Simon przeniósł go do rodzaju Avicularia. W 2017 roku C.S. Fukushima i R. Bertani umieścili go w nowym rodzaju Caribena i zsynonimizowali z nim Avicularia rutilans.

## Charakterystyka
Pająk ten osiąga 5–6 cm długości ciała, a  jego rozpiętość odnóży dochodzi do 15–16 cm u samic i 11 cm u samców. Karapaks jest dłuższy niż szerszy, z głębokimi dołkami i nieco wyniesioną częścią głowową. Młode osobniki ubarwione są metalicznie niebiesko, miejscami turkusowo, z czarniawymi stawami oraz wzorem na wierzchu opistosomy złożonym z podłużnego pasa przecinającego pasy poprzeczne. Osobniki dorosłe mają brązowy karapaks porośnięty złocistymi, zielono i turkusowo połyskującymi szczecinkami. Ich opistosoma od spodu jest jasnobrązowa, a z wierzchu porośnięta szczecinkami: krótkimi czarnymi i długimi jaskrawoczerwonymi. Odnóża i nogogłaszczki są długie, irydyzujące, pokryte brązowymi szczecinkami ochronnymi oraz krótszymi, złotymi, z zielonym połyskiem. W tylno-grzbietowej części opistosomy umiejscowione jest pole barwy spiżowej ze smukłymi i długimi (ponad 1,3 mm u samic i ponad 1,6 mm u samców) włoskami parzącymi typu II. 
W obrębie rodzaju samice tego gatunku wyróżniają się spermateką z zewnętrznym uwypukleniem pośrodku zakrzywienia i brakiem nabrzmiałości na wierzchołku. Cechy charakterystyczne samców to: dobrze wykształcony wzgórek na tegulum, silnie zakrzywiona w widoku od przodu proksymalna część embolusa oraz tworzenie przez część środkową embolusa i krawędź tegulum kąta ostrego w widoku tylno-bocznym.

## Biologia i występowanie
Jedynym miejscem pewnego występowania tego pająka jest Martynika. Z Gwadelupy wykazany został prawdopodobnie wskutek błędu. Z Kolumbii znany jest tylko pojedynczy (być może zawleczony) okaz, a 3 okazy pochodzące z Kuby są bardzo stare.
Gatunek ten preferuje mezofilne lasy deszczowe. Kryjówki buduje między pniami drzew, wśród liści bromeliowatych, w pustych bambusach, a także w ludzkich konstrukcjach. Okres rozrodczy przypada na marzec, a młode lęgną się z kokonów w maju i czerwcu. Dojrzałość osiągają po około 18 miesiącach, przeszedłszy około 10 wylinek.

## Hodowla
Ptasznik ten jest opisywany jako szybki, dobrze skaczący, ale też bardzo spokojny, rzadko wyczesujący włoski. Zaleca się hodowlę w temperaturze od 22 do 26 °C lub 26–27 °C i wilgotności 70% lub 75–85%. Minimalne wymiary terrarium dla pojedynczego osobnika dorosłego to 25×25×40 cm (wysokość ostatnia). Samce dojrzewają po 8, a samice po 9 wylince. Samica produkuje kokon po około 70–80 dniach od kopulacji. W hodowlach liczba młodych w kokonie wynosi od 100–200.

## Ochrona
Gatunek ten od 2023 roku jest objęty załącznikiem III konwencji waszyngtońskiej (CITES) i aneksem C UE.